# Estación de Pasaia (Euskotren Trena)
La estación de Pasaia es una estación ferroviaria situada en el municipio homónimo, en el barrio de Ancho, 100 m al sur de la homónima estación propiedad de Adif. Pertenece a la empresa pública Euskal Trenbide Sarea, dependiente del Gobierno Vasco. Da servicio a la línea del metro de San Sebastián del operador Euskotren Trena, denominada popularmente el Topo.
La estación está construida sobre un puente de arcos, en una estrecha calle. Cuando a principios del siglo XX se diseñó el trazado, este iba a ras de suelo. Sin embargo, los planes de urbanización de la zona hicieron que se optase por un puente para salvar la zona, con el fin de evitar construir 6 pasos a nivel en el barrio. En consecuencia, las casas han terminado por pegarse a la vía, habiendo apenas unos pocos centímetros de distancia.
Actualmente se encuentra en ejecución el proyecto del desdoblamiento de la línea Altza-Pasai Antxo-Galtzaraborda que incluye el soterramiento de la línea, sustituyendo la actual estación en puente por una nueva subterránea. Con posterioridad a la puesta en marcha del nuevo trazado, prevista en 2026, se demolerá el puente del trazado actual.

## Accesos
- Plaza Viteri